# Скоропись Питмана
Скоропись Питмана — одна из систем стенографии для английского языка, созданная англичанином сэром Айзеком Питманом (1813—1897) под названием «фонография». Первая публикация состоялась в 1837 году. Это фонетическая система, как и большинство систем скорописи; символы означают не буквы, а звуки речи. Ярким исключением является последовательная передача буквы r, даже при передаче звуков британской речи, в которой r зачастую не произносится. Возможная причина в том, что в середине XIX века в британском варианте английского ещё не начал выпадать этот звук. В 1996 году скоропись Питмана была самой популярной системой скорописи в Великобритании и второй по популярности в США.
Отличительной чертой скорописи является то, что звонкие и глухие звуки обозначаются одной и той же графемой, отличаясь только по толщине: толстые линии — звонкие согласные, тонкие линии — глухие согласные. Изначально для скорописи использовались перьевые ручки с мягкими перьями, в настоящее время этой скорописью обычно пишут карандашами.
Графемы согласных звуков в скорописи Питмана — прямые линии и четвертушки окружности, повёрнутые на различные углы. Гласные звуки записываются с помощью точек, штрихов или других значков, расположенных рядом с соответствующей согласной графемой. Если гласный предшествует согласному, первый записывается над или до согласной графемы, а если гласный следует за согласным, то записывается ниже или за согласной графемой. Краткие гласные звуки записываются точками, а долгие — линиями. Система неоднозначна, что позволяет передавать особенности произношения каждого гласного, хотя для ускорения письма гласные можно опускать, на них указывает направление и изменение высоты штриха согласного. Это также помогает различать слова, которые отличаются только гласными. Другой метод избегания гласных — записывать слоги разными графемами. К примеру, у звука «R» имеется две графемы: одна для случаев, когда гласный звук предшествует r, другая — для обозначения противоположного случая.
Существует несколько версий скорописи Питмана. Исходная версия содержала только алфавит, который позже был модифицирован. Появлялись аббревиатуры и лигатуры. «Новая эпоха Питмана» (1922—1975, англ. Pitman New Era) имела наиболее развитую систему сокращений. В «Питман 2000» (англ. Pitman, 1975—настоящее время) появилось значительное число упрощений, а количество аббревиатур было сильно сокращено до 144. Примером являются исчезнувшие в «Питман 2000» сокращение для «rer» (сильно закрученный штрих сверху вниз) и «kway», (прямой горизонтальный штрих с крюком на конце).

## История
Питмана попросили создать собственную систему скорописи в 1837 году. Он использовал систему Самуэля Тейлора семь лет, но скоропись Питмана больше похожа на систему Джона Байрома. Скоропись Питмана была первой фонетической в истории, первой, в которой толщина штриха имела значение звонкости/глухоты согласных, и первой, где место образования согласных влияло на вид кривой: знаки взрывных согласных — прямые линии, фрикативов — дуги, альвеолярных и зубных согласных — вертикальные линии: "|" = /t/, «|» = /d/, «)» = /s/, «)» = /z/, "(" = /θ/ (как в слове thigh), «(» = /ð/ (звонкий).
Брат Айзека, Бенджамин Питман, живший в Цинциннати, представил там новую скоропись при записи хода дела по заговору убийц Авраама Линкольна. В Австралии скоропись рекламировал другой брат Айзека, Джейкоб. Эпитафия на его надгробии также выбита скорописью:

В память о Джейкобе Питмане, род. 28.11.1810 в Троубридже (Англия), поселившемся в Аделаиде в 1838, умершем 12 марта 1890, создателе и популяризаторе фонетической скорописи и в этих поселениях первосвященника Второй или Новой Церкви, которая чтит Господа Иисуса Христа в его небесном величии, Создателя Вселенной, Искупителя и Воскресителя человечества, Всевышнего, благослови его Господь.
Оригинальный текст (англ.)IN MUVING MEMERI OV JACOB PITMAN, BORN NOV. 28, 1810 TROWBRIDGE ENGLAND, SETELD IN ADELAIDE 1838 DEID 12TH MARCH 1890 ARKITEKT INTRODIUST FONETIK SHORTHAND AND WOZ THE FERST MINISTER IN THEEZ KOLONIZ OV THE DOKTRINZ OV THE SEKOND OR NIU KRISTIAN CHURCH WHICH AKNOLEJEZ THE LORD JESUS CHRIST IN HIZ DEVEIN HIUMANITI AZ THE KREATER OV THE YUNIVERS THE REDEEMER AND REJENERATER OV MEN GOD OVER AUL BLESED FOR EVER.
Некоторое время система Питмана была самой распространённой в англоговорящем мире. Этим она, в том числе, обязана тому, что ей обучали в самом начале заочных курсов. В XXI начале века скоропись Питмана в США вытеснила скоропись Грегга. Также в последнее время набрала популярность скоропись Teeline, основанная на написании слов, а не на произношении.

## Письмо
За исключением нескольких логограмм, скоропись Питмана полностью фонетическая. В её алфавите 24 согласных, 12 гласных и 4 дифтонга. Согласные изображаются штрихами, а гласные точками.

### Логограммы
Частоупотребительные слова изображаются краткими логограммами. Слова и фразы, у которых есть краткие формы, называются граммалогами. В системе Питмана их несколько сотен.

### Согласные
Согласные в системе Питмана произносятся следующим образом: пи, би, ти, ди, чей, джей, кей, гей, эф, ви, ит (ith), ди (thee), эс, зи, иш, жи, эм, эн, инг (ing), эл, ар, рей, вэй (way), йей (yay), хей. Для звука r имеется две графемы: ар и рей.

### Гласные
Долгие гласные системы Питмана : /ɑː/, /eɪ/, /iː/, /ɔː/, /oʊ/, /uː/. Краткие — /æ/, /ɛ/, /ɪ/, /ɒ/, /ʌ/, /ʊ/. Мнемотическая фраза для запоминания обоих наборов — «Pa, may we all go too? That pen is not much good» /pɑː | meɪ wiː ɔːl ɡoʊ tuː/ /ðæt pɛn ɪz nɒt mʌt͡ʃ ɡʊd/.
Точки и штрихи долгих гласных пишутся с бо́льшим нажимом, чем кратких. К примеру, слово say пишется «)•», а несуществующее слово seh записывалось бы как «)·»; see записывается «).», а sih могло бы записываться «).».
Одной из важных черт скорописи является то, что гласные могут выпадать в быстром письме. Так как каждый гласный звук записывается рядом с согласным с определённой стороны, изменяя соответственно высоту штриха согласного можно опускать гласные буквы.

### Дифтонги
{\displaystyle ie\;\;\;^{\lor }\qquad oi\;\;\;^{\mathfrak {7}}\qquad ow\;\;\;_{\land }\qquad ew\;\;\;_{\cap }}
В скорописи Питмана имеются четыре дифтонга, aɪ/, /ɔɪ/, /aʊ/, /juː. Ie и oi записываются в первой позиции, а остальные — в третьей. Если за дифтонгом следует нейтральный гласный, на письме к дифтонгу добавляется небольшой штрих.

### Прочие знаки
- Круги: могут быть как большими, так и маленькими. Маленький круг означает s и z, большой — ses и swa в начале штриха и ses (crisis, crises, exercise) в другом месте. Если в слоге имеется гласная, отличная от e, она должна быть написана в круге.
- Петли: маленькие означают st и sd (cost, based); большие — ster (master, masterpiece). Петлёй нельзя записывать слова, начинающиеся со ster (sterling).
- Небольшие крюки.

В начале: приписанный к прямым согласным буквам (пи, би, ти, ди, чей, джей, кей, гей) крюк по часовой стрелке означает добавление после согласной r: tray, Nichrome, bigger, против часовой — l: ply, amplify, angle. Если крючок приписан к округлым буквам — эф, ви, ит, ди (thee), иш, жи, эм, эн, инг — то он означает r после согласной: other, measure, manner, every.
В конце: по часовой стрелке с прямыми буквами означает en: train, chin, genuine. В обратном направлении — эфф ви (после штриха): pave, calf, toughen. В сочетании с округлыми буквами крюк рисуется после них и означает n: men, thin.

### Укорачивание и дублирование штрихов
Многие графемы могут быть укорочены вдвое для того, чтобы указать на «t» или «d», расположенную после них. Укорачивание нельзя применять с единственным слогом слова, так как это может привести к путанице.
Увеличение черт вдвое добавляет в слово окончание ter, der, ture, ther, dher: matter, nature, mother. Исключения предупреждают неоднозначности: «leader» пишется «l + d с крюком», а не «l большого размера».
Удвоение прямых линий не производится, если за 'ter' et al. идёт прямая черта: cadre.